# Карвальо, Аугусто
Аугусто Амилкар Мариано Карвальо (порт. Augusto Amílcar Mariano de Carvalho; 5 марта 1970, Иража, Рио-де-Жанейро, Бразилия) — бразильский шашист, серебряный призёр чемпионата мира по бразильским шашкам 2007 года в формате блиц, восьмикратный чемпион Бразилии по бразильским шашкам (1997, 1999, 2001, 2002, 2004, 2005, 2006 и 2013), международный мастер по шашкам-64.

## Спортивная карьера
Начинал играть в шашки с родителями и четырьмя братьями. Подростком он играл в шашки в центре Ресифи, изучая книгу Владимира Бакуменко «Curso de Damas Brasileiras (Libro primeiro)» (Курс бразильских шашек (первые шаги)).
В 1997 году в первый раз стал чемпионом страны. Выступал от штата Пернамбуку. В 2002 году опубликовал книгу «Análise e Tática do jogo de Damas» (Анализ и тактика в шашках). С 2020 года вёл канал на YouTube по шашкам, в котором еженедельно публикует видеоролики с советами по дебюту, миттельшпилю и шашечным окончаниям в бразильском варианте шашек.
Участник чемпионатов мира по бразильским шашкам 2002 года (8 место), 2004 года (4 место), по его итогам получил звание международного мастера,  2007 года (4 место) и второе место в формате блиц, 2008 года (11 место).